# Saag
Le saag est un plat pendjabi à base d'épinards et de feuilles de moutarde noire, que l'on mange en Inde et au Pakistan. Il peut être aussi préparé avec d'autres types de feuilles ou d'épices, comme la coriandre et d'autres ingrédients comme des brocolis, du gingembre, de l'ail et du piment vert ou rouge.
Le saag se mange avec du pain indien, comme le roti ou le naan, ou encore le makki di roti (un roti qui est fait à partir de farine de maïs). Il peut être accompagné de lassi (lait battu) et on sert le saag généralement à l'heure du dîner ou souper.

## Préparation dusaag
Ingrédients
- 1 kg de feuilles de moutarde noire
- 500 grammes d'épinards
- 1 litre d'eau
- 6 piments verts
- 1 oignon de petite taille coupé en 4 morceaux
- 1 petit morceau de gingembre
- 3 gousses d'ail
- 1 pincée de sel
- 1 cuillère à soupe d'huile de maïs

Préparation
- Bien laver les feuilles de moutarde, puis couper les feuilles finement.
- Mettre les feuilles de moutarde et les épinards dans une casserole avec l'eau.
- Porter à ébullition et mettre le piment et le sel. Retirer du feu. Dès que c'est froid, mixer le tout.
- Mettre le gingembre, l'ail (coupé finement) et l'oignon dans une autre casserole avec l'huile et faire dorer le tout.
- Mettre la mixture dans la casserole contenant le gingembre, chauffer 5 minutes puis servir.

## Variations
- Saag aloo (avec des pommes de terre)
- Saag gosht (avec de l'agneau)
- Saag murgh (avec du poulet)
- Saag paneer (avec du panir)